# Inrikesdepartementet
För utländska motsvarigheter, se Inrikesministerium.
Inrikesdepartementet var i Sverige ett departement inom Regeringskansliet som hade hand om olika sociala frågor, ärenden rörande polisväsendet, samt den lokala statsförvaltningen. 

## Historia
Departementet inrättades 1947 för att avlasta Socialdepartementet. Departementet handlade polisärenden, länsfrågor, bostad- och arbetsmarknadsärenden och utlänningsärenden. Departementet splittrades årsskiftet 1973-1974 upp i Bostadsdepartementet (nerlagt 1992) och Arbetsmarknadsdepartementet (nerlagt 1998, öppnat igen år 2006).
År 1996 bytte det dåvarande Civildepartementet namn till Inrikesdepartementet och hette så till 1998, då departementet lades ner. Under den korta tiden hade departementet hand om frågor rörande kyrkoärenden, kommuner, länsstyrelser, landsting, de statliga tjänstemännen, folkrörelserna, ungdoms- och konsumentfrågor och andra ärenden av inrikes civil karaktär som inte handlades av andra departement. Departementet ansvarade också för bostads-, byggnads- och planfrågor, samt för integrationspolitiken.
Folkpartiet förklarade sig 2005 positiva till att åter inrätta ett inrikesdepartement, då med ansvar för polis- och säkerhetsfrågor. Statsminister Göran Persson uppgav i sin självbiografi Min väg, mina val att ett nytt Inrikesdepartement med ansvar för "blåljusverksamheterna" var planerat om Socialdemokraterna hade behållit regeringsmakten efter valet 2006.

## Statssekreterare 1947-1973
- Folke Thunborg 1947-1953
- Sven af Geijerstam 1953-1957
- Carl Persson 1958-1964
- Reidar Tilert 1964-1971
- Rune Berggren 1971-1973